# Shinkansen série 500
Les Shinkansen série 500 sont des rames automotrices électriques à grande vitesse appartenant à la JR West exclusivement et exploitées sur les lignes Shinkansen Tōkaidō/Sanyō au Japon.

## Caractéristiques générales
Mises en service en mars 1997, les séries 500 sont les trains Shinkansen les plus puissants, les 16 voitures étant motrices, ce qui permet d'atteindre une puissance en traction totale et de circuler jusqu'à 300 km/h sur la Sanyō (ils sont les seuls à atteindre cette vitesse avec les séries N700).
L'utilisation de la technologie de pointe dans de nombreux domaines (suspension active contrôlée par ordinateur, installation d'amortisseurs contre les embardées entre les voitures, équipement de moteurs sur toutes les voitures,,), font que ces rames sont les plus coûteuses jamais construites avec un prix unitaire (un train à 16 voitures) de 5 milliards de yens (30 millions d'euros). De ce fait, seules 9 rames de 16 voitures ont été construites, la première étant livrée pour être testée en 1995 et mise en service en 1997, la totalité de la flotte étant opérationnelle en 1998.
La livrée est la même pour les neuf Shinkansen 500 actuellement en service : grise avec une large bande bleu sombre sur le toit jusqu'à l'avant de son nez (reconnaissable à sa forme aérodynamique en pointe et à sa longueur, près de 15 m) et une autre autour des fenêtres.

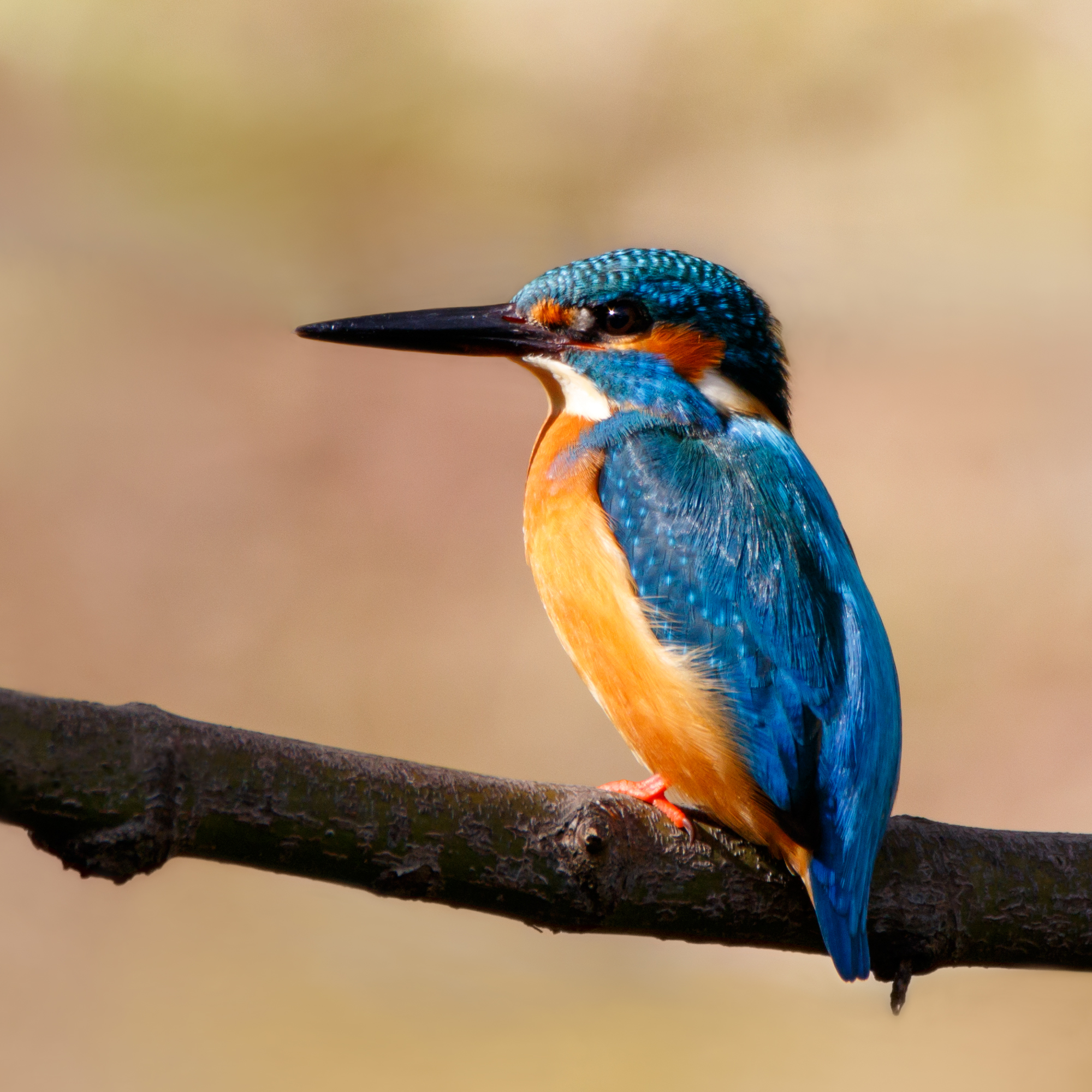
Le design du Shinkansen série 500 s'inspire du martin-pêcheur.

Emblématique du biomimétisme, le design du nez Shinkansen 500, conçu par l'ingénieur et ornithologue Eiji Nakatsu, est inspiré du bec du martin-pêcheur — grâce auquel il fend la surface de l'eau sans la troubler pour saisir ses proies —, ce qui lui permet de réduire fortement la détonation de sortie des tunnels, les nuisances sonores ainsi que la consommation d'énergie,. Les concepteurs se sont également inspirés du principe de génération de micro-vortex par les plumes du hibou pour concevoir des « dentelures » amortissant les sons.

## Services et différentes versions
Initialement assignée aux Nozomi (les liaisons les plus rapides entre Tokyo et Fukuoka), la mise en service des Shinkansen 700 (moins rapides mais moins coûteux) en 1999 et surtout des N700 (moins coûteux, aussi rapides et avec une plus forte accélération) a fortement réduit son rôle sur ce service. Le 15 mars 2008, le nombre de rotations Nozomi en Shinkansen 500 a été limité à seulement deux aller-retour quotidiens entre Tokyo et Fukuoka. Le dernier service en Shinkansen 500 sur la ligne Tōkaidō eut lieu le 28 février 2010.
Toujours en 2008, cinq rames ont été scindées en deux : une moitié des 80 voitures correspondantes a été retirée de la circulation tandis que l'autre a servi à former cinq nouveaux trains de huit voitures (appelés rames 500-V tandis que les quatre trains à 16 voitures restants sont appelés 500-W) devant être utilisés comme Kodama uniquement sur la ligne Sanyō afin de remplacer les anciennes séries 0. Les premiers modèles 500-V ont été dévoilés à la presse le 28 mars 2008 et ils ont finalement été mis en service sur 12 rotations quotidiennes de Kodama le 2 décembre suivant. Les Kodama 500-V ne comportent alors que des places standard, pour la plupart sans réservation (à l'exception de la voiture 6) et non fumeurs (seuls quelques compartiments pour fumeurs ont été aménagés dans les voitures 3 et 7), et peuvent rouler à une vitesse maximale de 285 km/h. 
Les quatre Shinkansen 500 à 16 voitures restant (les 500-W) continuent leur service essentiellement sur Kodama sur l'ensemble des deux lignes (puis, à partir de 2010, que sur la Sanyō) et deux rotations en Nozomi (au moins jusqu'à 2011, date à laquelle tous les services de ce type seront assurés par des N700), et certains sont utilisés comme Hikari Rail Star pendant les périodes de pointe lors des vacances. Les trains comportent alors trois « Green Car » (première classe, les voitures 8, 9 et 10) et treize de « classe standard » dont plusieurs sur réservations (dix sur Nozomi : de 4 à 7 et de 11 à 16 ; trois sur Kodama : les 11, 12 et 16). Les Green car ont une capacité de 200 places, les classes standard de 1124 sièges, soit une de plus que dans les 300, 700 et N700. Enfin, ils comportent quatre voitures fumeurs (3, 10, 15 et 16).
Le 24 juillet 2024, la JR West annonce le retrait des derniers Shinkansen 500 en 2027.

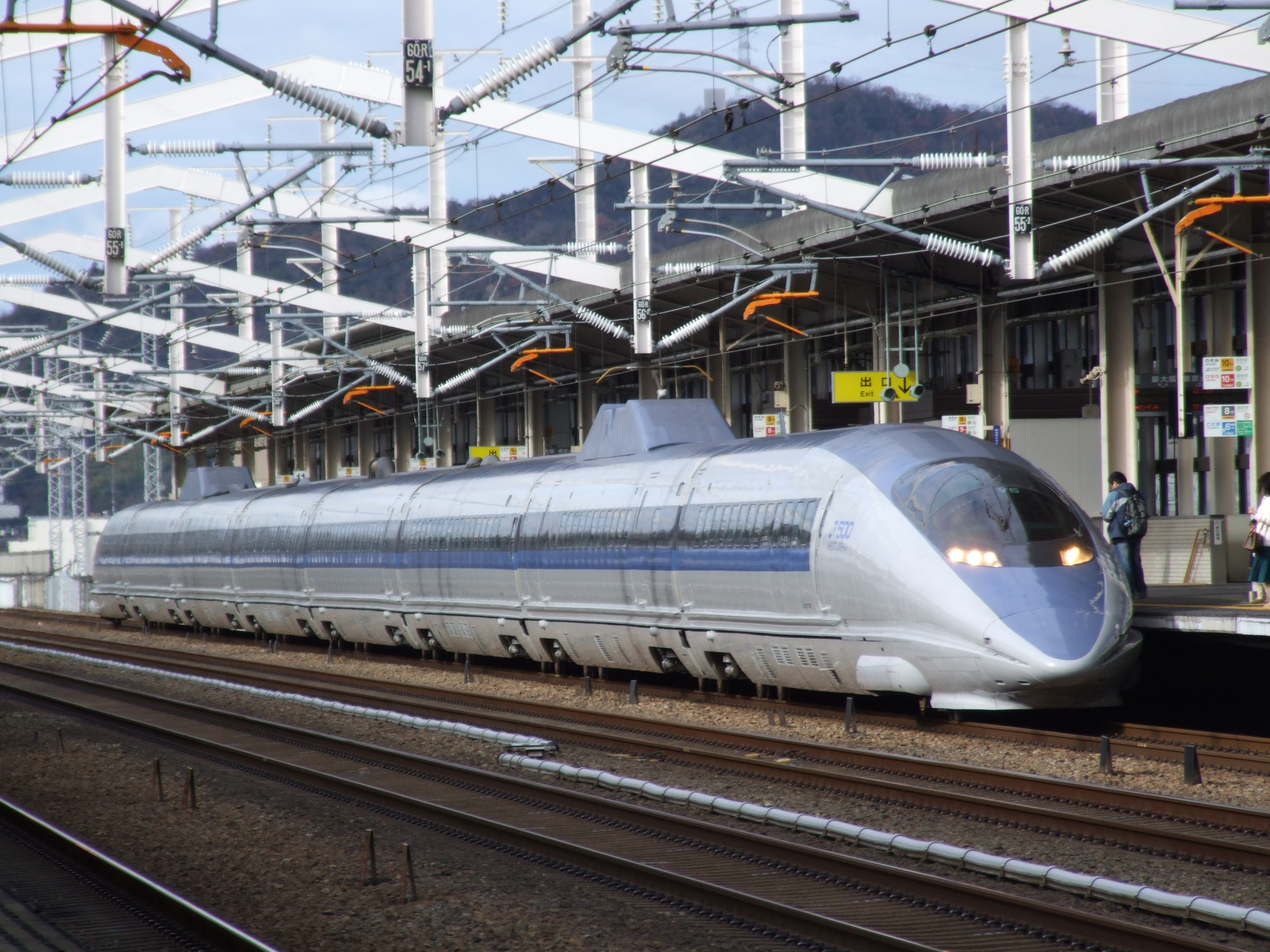
Kodama 500-V à 8 voitures à Himeji, 11 janvier 2009
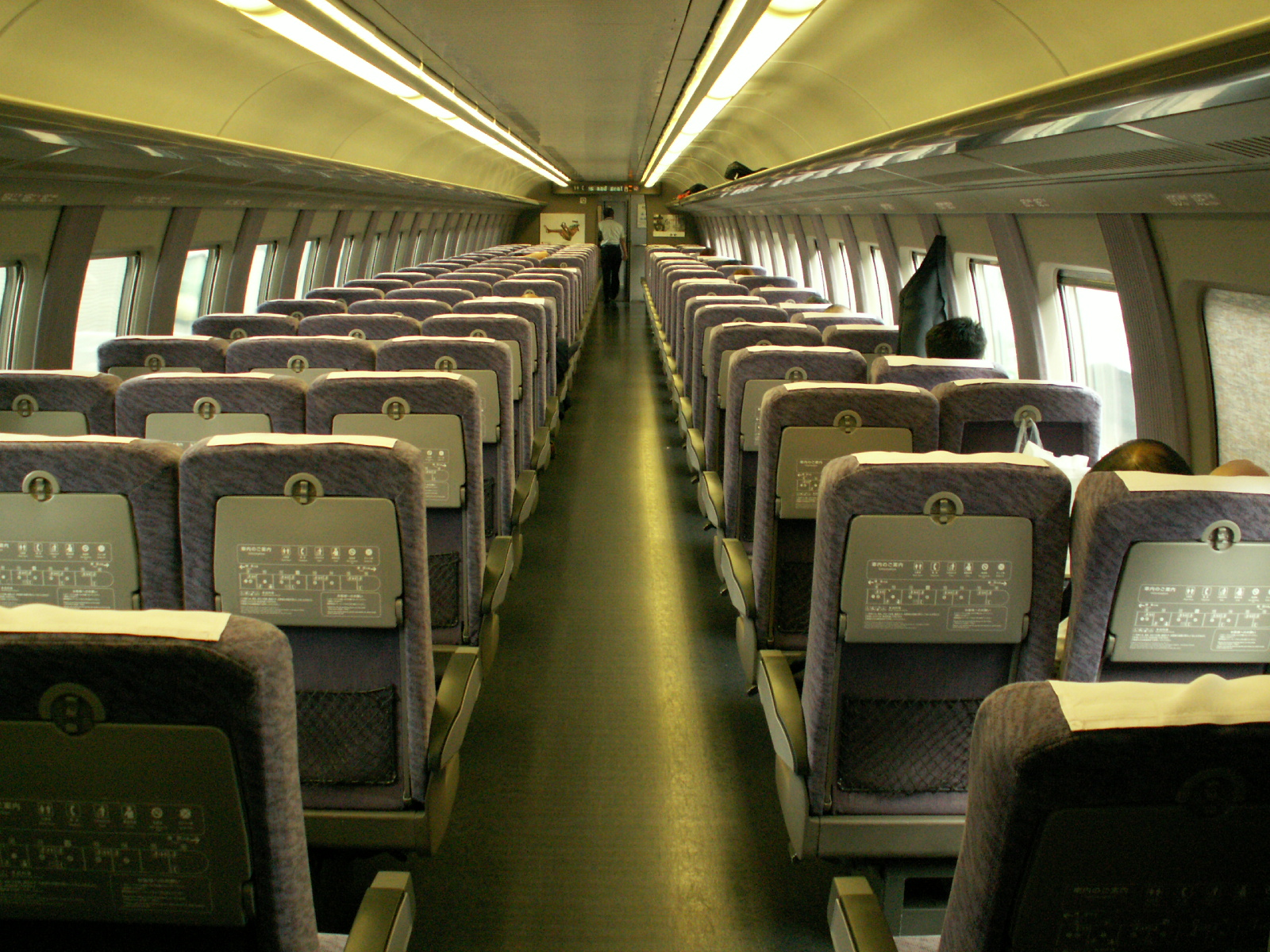
Intérieur des classes standards
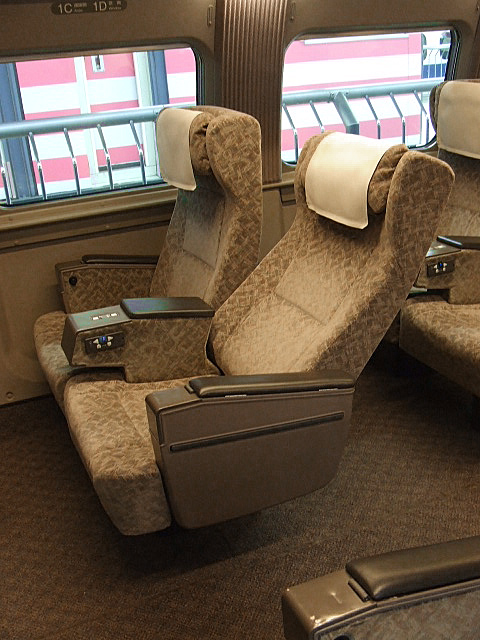
Sièges des Green car
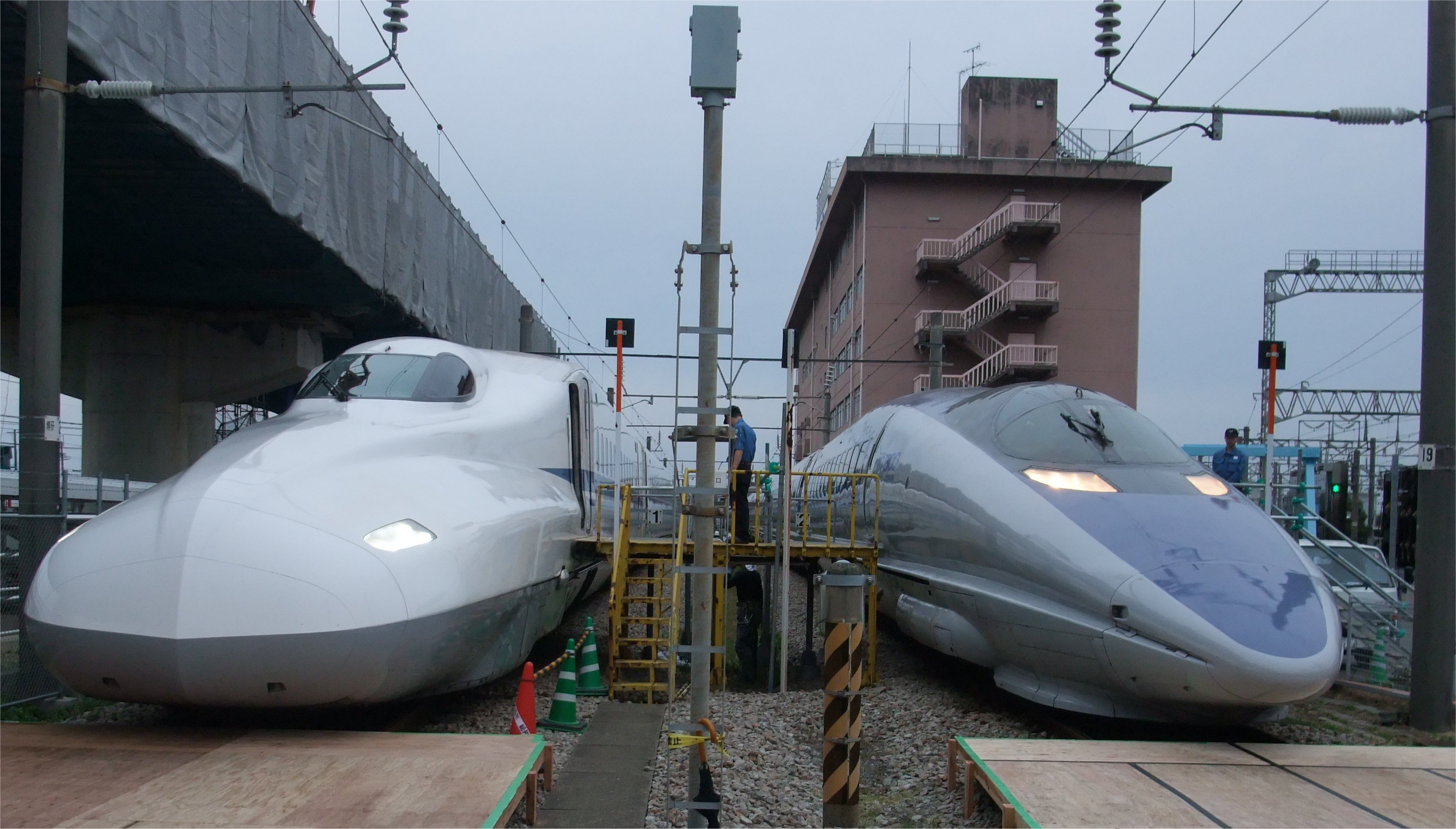
comparasion série 500 et N700 de face
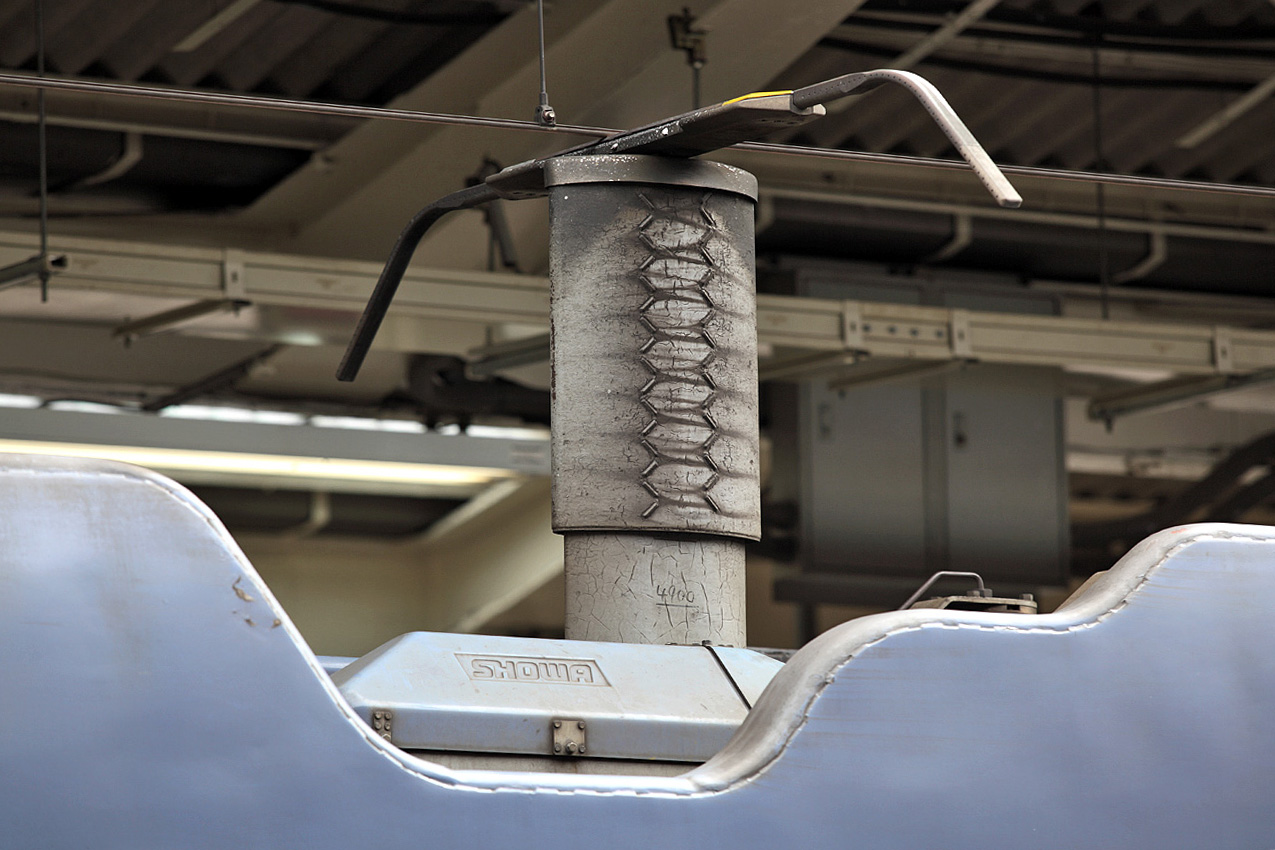
pantographe particulier du série 500
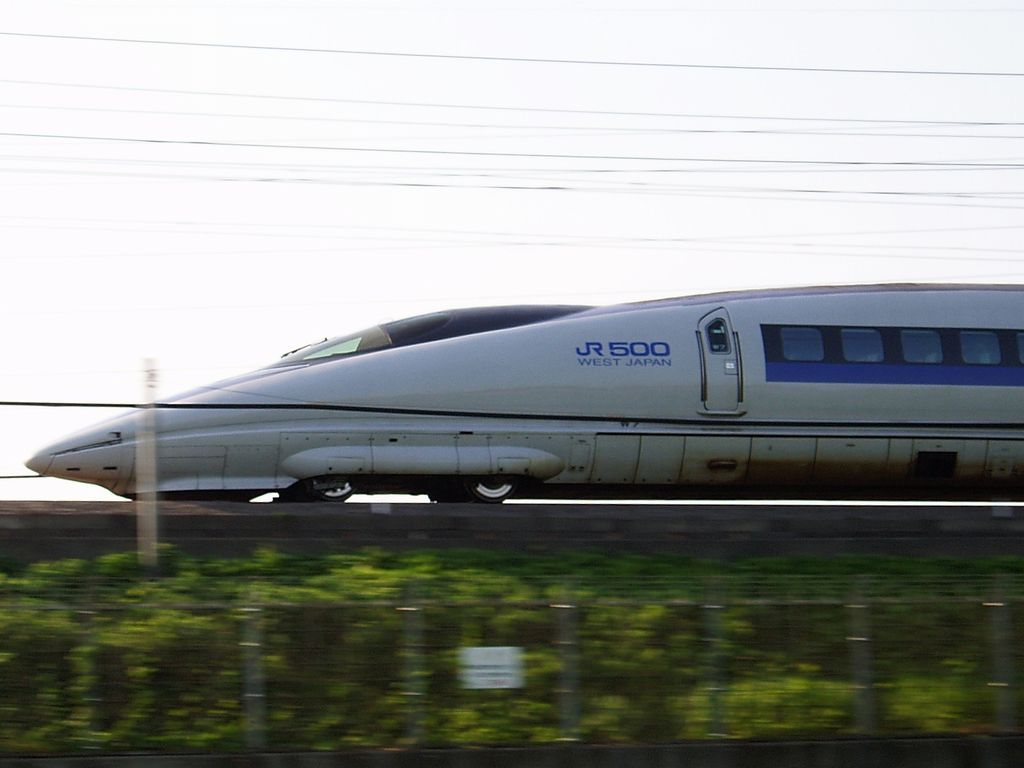
profil avant très élancé